# Антонио од Орлеана и Брагансе
Антонио од Орлеана и Брагансе (порт. Antônio de Orleans e Bragança; Рио де Жанеиро, 24. јун 1950 — Рио де Жанеиро, 8. новембар 2024) био је Принц царски од Бразила, наследник Кућа Орлеана и Брагансе, сликар и инжењер. 
Син принца Педро Хенрике од Орлеана и Брагансе и принцезе Марија Елизабета од Баварске, он је непосредни династички наследник свог брата Бертран од Орлеана и Брагансе, садашњег шефа царске куће Бразила.

## Биографија
Он је шести син Педра Енрикеа де Орлеана и Брагансе, титуларног цара Бразила, и принцезе Марије Изабеле од Бавијере, ћерке Франциска, принца од Баварске.
Његов старији брат, Луис, био је титуларни цар Бразила до своје смрти, и био је неожењен. Пошто се други брат Еудес одрекао свог права наследства у Бразилу, његов трећи брат, Бертран, је титуларни цар Бразила и није ожењен. Следећа два брата, Педро и Фернандо, такође су се одрекла права наследства. Тако ће Антонио од Орлеана и Брагансе његови потомци бити следећи наслови у Бразилу.
Живио је са породицом у Петрополису .

## Породица
26. септембра 1981. оженио се Кристином, ћерком Антонија xiii, принца од Лиње и принцезе Алисије од Луксембурга, у замку Белоеил у Белгији и имају четворо деце:
- Педро Луиз од Орлеана и Брагансе (рођен 1983)
- Амелије од Орлеана и Брагансе (рођена 1984)
- Рафаило од Орлеана и Брагансе (рођен 1986)
- Марија Габријела од Орлеана и Брагансе (рођена 1989)